# Budoni
Budoni ist eine italienische Gemeinde in der Provinz Nord-Est Sardegna mit 5504 Einwohnern (Stand 31. Dezember 2023) an der Ostküste Sardiniens.

## Geografie
Die Nachbargemeinden sind Posada (NU), San Teodoro (SS) und Torpè (NU).
Budoni hat in den umliegenden Hügeln zahlreiche Ortsteile: Agrustos, Berruiles, Birgalavò, Limpiddu, Li Troni, Ludduì, Lu Linnalvu, Luttuni, Lutturai, Maiorca, Malamurì, Muriscuvò, Nuditta, Ottiolu, San Gavino, San Lorenzo, San Pietro, San Silvestro, S'Iscala, Solità, Strugas, Tamarispa und Tanaunella.
Einige der Ortsteile bestehen jedoch größtenteils aus Ferienhäusern.

## Wirtschaft
In Budoni selbst gibt es keine Industrie. In der sog. „zona industriale“, die seit 2000 außerhalb des Ortes eingerichtet wurde, gibt es überwiegend kleinere Handwerks- und Baubetriebe, die von der nennenswerten Bauaktivität profitieren. Budoni lebt überwiegend vom Ferienhaus-Tourismus. In den deutschsprachigen Ländern ist Budoni durch kleinere Ferienhausagenturen bekannt geworden, die am Budoni-Strand private Ferienhäuser von Einheimischen vermitteln. Im Ortsteil Porto Ottiolu gibt es einen großen Yachthafen mit vielen Restaurants und kleinen Geschäften.

## Verkehr
Man erreicht Budoni von Olbia aus über die vierspurige Schnellstraße SS 131, die Olbia mit Nuoro und Cagliari verbindet. Es gibt zwei Ausfahrten nach Budoni: Budoni-Nord und Budoni-Sud. Landschaftlich schöner, aber langsamer, ist die Fahrt auf der Staatsstraße SS 125, die von Olbia ebenfalls nach Cagliari führt, aber längs der Ostküste verläuft. (Daher der Name Orientale Sarda).